# Basler Hebelstiftung

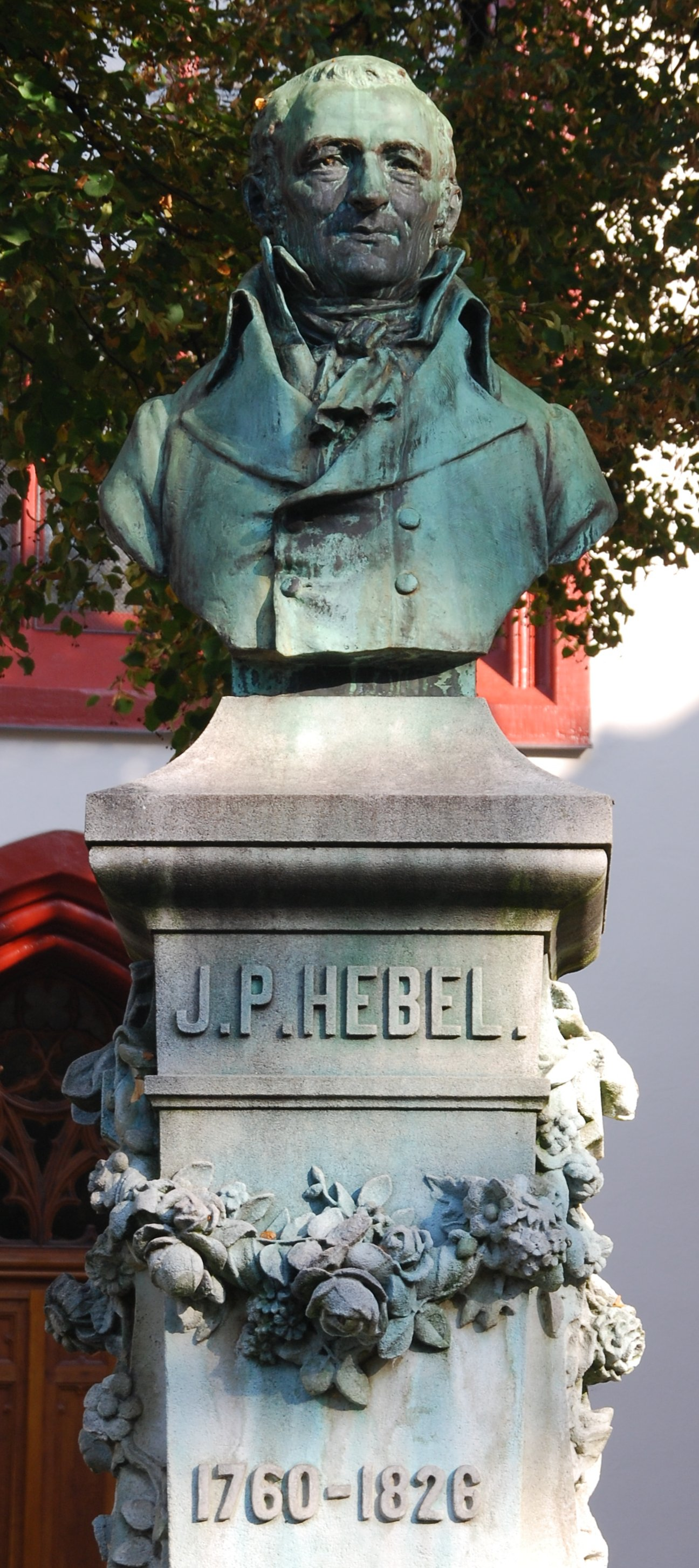
Hebel-Denkmal in Basel. Geschaffen von Max Leu.

Die Basler Hebelstiftung ist eine Stiftung nach Schweizer Recht in Basel. Aufgabe der Stiftung ist die Pflege des Andenkens an den in Basel geborenen alemannischen Mundartdichter und Theologen Johann Peter Hebel (1760–1826).

## Geschichte
Die Stiftung wurde anlässlich einer kleinen Feier zum 100. Geburtstag Hebels am 10. Mai 1860 im Haus der Zunft zu Safran in Basel von den Professoren Fritz Burckhardt-Brenner, Peter Merian, Wilhelm Vischer-Büfinger, Christian Friedrich Schönbein, Johann Jakob Im Hof sowie Eduard Thurneysen und weiteren 50 prominenten Bürgern gegründet. Erster Stiftungspräsident war Christian Friedrich Schönbein.
Anlass und ursprünglich alleiniger Stiftungszweck war die Erfüllung eines nur mündlich überlieferten letzten Wunsches Hebels. Er wollte, dass aus seinem Vermögen den ältesten Männern seines südbadischen Heimatdorfes Hausen im Wiesental jeden Sonntag ein Schoppen Wein spendiert und jedes Jahr die vier besten Schüler mit einer Gabe bedacht werden sollten. Da jedoch Hebels Bankier in Konkurs ging, konnte dieser Wunsch zunächst nicht erfüllt werden.
Der junge Gymnasiallehrer Fritz Burckhardt-Brenner, der zu dem Jubiläumsfest eingeladen hatte, griff nun dort den weitgehend in Vergessenheit geratenen Wunsch auf; nach einer Idee des Fiskals Johann Rudolf Burckhardt wurde spontan dafür gesammelt. Mit den so in wenigen Wochen zusammengekommenen 2.270 Schweizer Franken – nach heutigem Wert (2010) etwa 30.000 Franken – wurde die Stiftung ins Leben gerufen.

### Leitung
Die Präsidenten der Basler Hebelstiftung seit Gründung waren:
- 1860–1868: Christian Friedrich Schönbein
- 1868–1907: Fritz Burckhardt-Brenner
- 1907–1919: Albert Gessler
- 1919–1935: Eduard Hoffmann-Krayer
- 1935–1960: Wilhelm Altwegg
- 1960–1972: Eduard Sieber
- 1972–1974: Rolf Max Kully
- 1974–1982: Alfred Gass
- 1982–1985: Louis Wiesmann
- 1985–2006: Liselotte Reber-Liebrich
- 2006–2016: Beatrice Mall-Grob
- 2016–2020: Beat Trachsler
- seit Frühjahr 2020: Sebastian Mattmüller

Unterstützt wird die Stiftungsleitung durch einen ehrenamtlichen Stiftungsrat, der im Jahr 2010 aus zehn, im Jahr 2021 aus acht Mitgliedern bestand.

## Tätigkeit

### Hebelmähli und Hebelgaben
Seit ihrem Gründungsjahr lädt die Stiftung immer am 10. Mai – dem Jahrestag der Geburt Hebels – gemäss seinem letzten Willen in dessen badischer Heimatgemeinde Hausen im Wiesental die elf ältesten Männer sowie den jeweiligen Bürgermeister, seit 1972 auch die zwölf ältesten Frauen, zum „Hebelmähli“ ein, einem kleinen Mittagessen mit einer Flasche guten Markgräfler Weines pro Person. Gemäss den Statuten der Stiftung sollte für dieses Mahl ursprünglich pro Person 1 Gulden ausgegeben werden. Im Rahmen des Festmahls oder des Festaktes zur Verleihung des Johann-Peter-Hebel-Preises hat ein Mitglied des Stiftungsrates den Statuten entsprechend ausserdem „eine Rede auf die alten Mannen und Frauen“ zu halten.
Dem Wunsch Hebels entsprechend wird darüber hinaus allen Bräuten des Ortes, die im vergangenen Jahr geheiratet haben, eine Hochzeitsgabe überreicht (ursprünglich erhielt diese Gabe lediglich „ein unbescholtenes und mindest bemitteltes Mädchen von Hausen, das im Laufe dieses Jahres sich verheirathet hat oder jetzt versprochen ist“) und die vier besten Schülerinnen oder Schüler sowie Auszubildenden eines Jahres erhalten ein Buch mit Hebels Werken, in älteren Schriften als das «Hebel-Büechli» bezeichnet. Mit Ausnahme eines einzigen Jahres (1944, also während des Zweiten Weltkrieges) wurden diese in den Statuten der Stiftung festgehaltenen Verpflichtungen bisher in jedem Jahr erfüllt. Seit 1989 nimmt die Delegation der Hebelstiftung jedes Jahr auch eine Basler Schulklasse mit ins badische Hausen, denn das „Hebelmähli“ ist seit 1861 Teil der vielfältigen Veranstaltungen zu dem am selben Tag abgehaltenen Hebelfest.

### Hebel-Abendschoppen
In Basel selbst veranstaltet die Stiftung alljährlich in den Maitagen vor dem „Hebelmähli“ seit 1988 den „Hebel-Abendschoppen“, eine öffentliche, kostenfreie sowie mit einem Apéro verbundene Lesung zeitgenössischer Autoren.

### Sonstige Aktivitäten

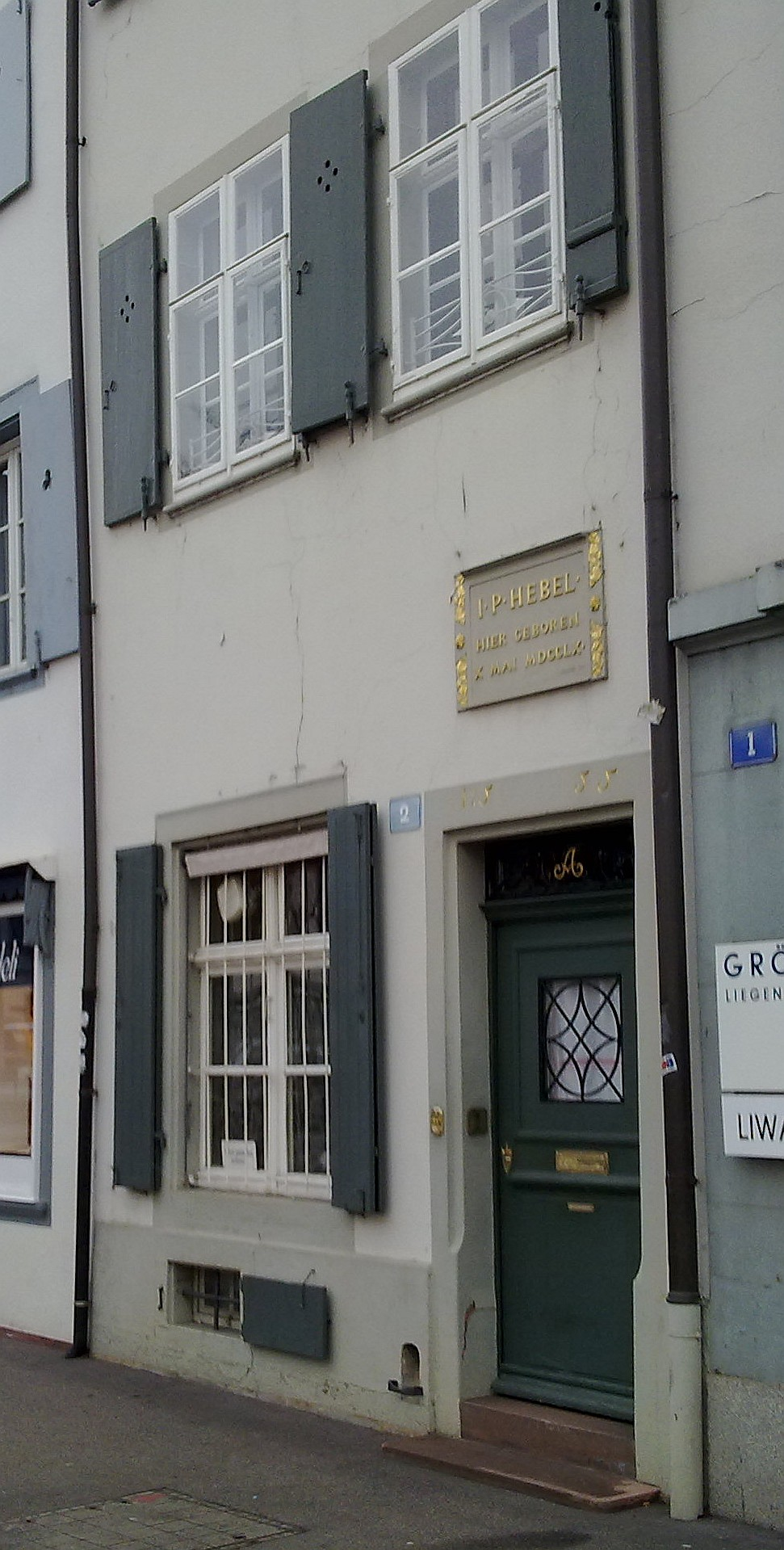
Hebels Geburtshaus in Basel, Am Totentanz 2.

Auf die Initiative der Hebelstiftung gehen in Basel ausserdem die Benennung der Hebelstrasse und des Hebelplatzes, eine Gedenktafel am Geburtshaus von Hebel und das von Max Leu geschaffene Hebeldenkmal von 1899 auf dem Peterskirchplatz zurück.
Zur 100-Jahr-Feier des Hebeldenkmals liess der Stiftungsrat und Basler Handelsschullehrer Willi Schläpfer einige seiner Schüler das Hebel-Gedicht Z’Basel an mym Rhy, das – obwohl von Hebel nicht in Basler Mundart, sondern im Wiesentäler Alemannisch verfasst – der Text des Baslerliedes ist, in 25 Sprachen übersetzen.
Mitglieder führen seit 2005 unter dem Motto „Mit em Hebel uff d Gass!“ zu Orten in Basel, die an Hebels Wesen, Werk und Wirken erinnern. Erstmals 2004 wurde ein „Essen mit Johann Peter Hebel“ veranstaltet.
Der Basiliskenbrunnen vor dem Rathaus der Gemeinde Hausen ist ein Geschenk der Hebelstiftung aus dem Jahr 2000. Im Jahr 2005 schenkte die Hebelstiftung das vom Schopfheimer Markus Götz komponierte Blasmusik-Auftragswerk „Mit der Kraft der Musik“ der Hebelmusik Hausen zu ihrem 150-jährigen Jubiläum. Im Mai 2007 veröffentlichte die Stiftung eine Doppel-CD mit den bekanntesten alemannischen Gedichten und Kalendergeschichten Hebels. Zum 250. Geburtstag Hebels 2010 initiierte die Basler Hebelstiftung die Herausgabe eines Bandes mit 12 Kalendergeschichten Hebels und eine Sonderbriefmarke der Schweizerischen Post.

## Veröffentlichungen
- Johann Peter Hebel. Wesen, Werk, Wirkung. Basel: GS Verlag 1990
- Johann Peter Hebel. Werkauswahl. Basel: GS Verlag 1991
- Johann Peter Hebel. Seine berühmtesten Alemannischen Gedichte und Kalendergeschichten. Doppel-CD, Eigenverlag 2006
- Johann Peter Hebel. Kalendergeschichten in Comics und Illustrationen. Basel: Schwabe 2010